# Brian McKnight

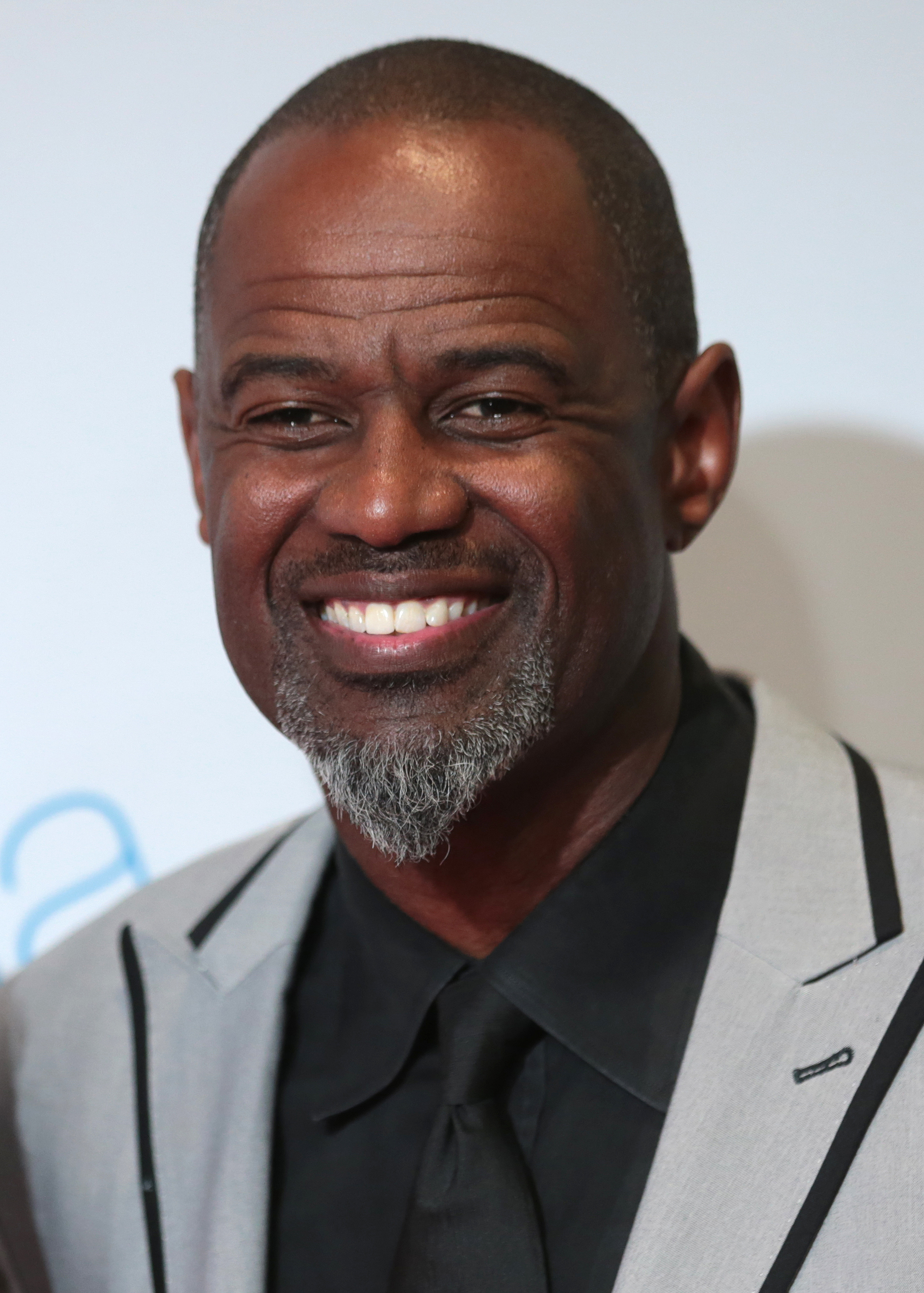
Brian McKnight in Phoenix (2017)

Brian Kelly McKnight (* 5. Juni 1969 in Buffalo, New York) ist ein US-amerikanischer R&B-Sänger. Von den 1990er bis zur Mitte der 2010er Jahre gehörte er mit 10 Top-10-Alben in den R&B-Charts und 17 Grammy-Nominierungen zu den erfolgreichsten Interpreten seines Genres. Sein größter Erfolg waren 1999 das 3-fach-Platin-Album Back at One und der Titelsong, die auch in Europa in den Charts erfolgreich waren.

## Biografie
Brian McKnight wuchs in einer musikalischen Familie auf. Der Großvater war in Buffalo Leiter des Kirchenchors und so wurde auch Brian Mitglied. Er lernte mehrere Instrumente und schrieb schon als Teenager eigene Songs, die er mit einer eigenen Band aufführte. Sein Bruder Claude gründete seine eigene Band, aus der die A-cappella-Gruppe Take 6 wurde. Sie hatten 1988 ihren Durchbruch.
Brian bekam einige Zeit später einen Plattenvertrag bei Mercury und veröffentlichte dort 1992 seine Debütsingle The Way Love Goes. Auf Anhieb kam er mit dem zusammen mit Brandon Barnes geschriebenen Song auf Platz 11 der R&B-Charts. Sein Debütalbum mit seinem Namen als Titel kam sogar in die offiziellen Albumcharts auf Platz 58 und erreichte Platinstatus. Der erste richtig große Erfolg kam aber Anfang 1993 mit dem Song Love Is, einem Duett mit der Schauspielerin Vanessa Williams aus der populären TV-Serie Beverly Hills, 90210. Das Lied wurde auch im Fernsehen gespielt und ein Nummer-3-Hit in den Billboard Hot 100. Dafür bekam er seine erste Grammy-Nominierung in der Kategorie Pop-Darbietung mit Gesang. In der Folge wurde auch sein eigener Song One Last Cry aus seinem Debütalbum sein erster Hot-100-Hit.
Es folgten mit Abstand zwei weitere Alben, I Remember You und Anytime, die jeweils den Erfolg des Vorgängers übertrafen. Anytime kam 1997 auf Platz 1 der R&B-Charts und schaffte es sogar bis zu Doppelplatin. Außerdem war er damit auch in Großbritannien in den Charts.
Trotz des Erfolgs bei Mercury wechselte er im Jahr darauf zu Motown. Nach einem Weihnachtsalbum folgte 1999 das nächste Studioalbum Back at One. Obwohl er den R&B-Platz-1 verpasste, wurde es sein erfolgreichstes Album mit seiner ersten Top-10-Platzierung in den offiziellen Charts und Verkäufen, die ihm 3-fach-Platin brachten. Es war außerdem als einziges seiner Alben in der R&B-Album-Kategorie nominiert. Der Titelsong kam auf Platz 2 der offiziellen Hot 100 und erreichte Gold. Er wurde ein internationaler Hit und kam unter anderem auch in Deutschland, der Schweiz und Australien in die Charts. Die Motown-Verbindung blieb erfolgreich mit drei weiteren Top-10-Album, darunter Gemini im Jahr 2005 auf Platz 4. Ganze 14 Grammy-Nominierungen kamen in diesen Jahren zu den 3 davor dazu, ein Grammy-Gewinn blieb ihm aber verwehrt.
Es folgten weitere Labelwechsel. Das Album Ten erschien bereits im Jahr darauf bei Warner, konnte aber nicht mit den vorherigen Erfolgen mithalten. Mit diesem und den folgenden Alben Evolution of a Man bei Hard Work International und Just Me bei Mr. Sloane hielt er sich bis in die 2010er Jahre in den Top 10 der R&B- und den Top 40 der offiziellen Charts. More Than Word bei Mr. Sloane war 2013 sein letztes Album in den offiziellen Charts, das in Eigenregie veröffentlichte Album Better war 2016 sein letztes Album in den R&B-Charts. Mit dem Album Genesis versuchte er sich im Jahr darauf an elektronischen Musikeinflüssen, erreichte damit aber nur noch die Indie-Charts. 2020 verkündete er mit Exodus die Veröffentlichung seines letzten herkömmlichen Albums. Er widmete sich anderen Interessen und brachte drei Jahre später McKnighttime Lullabies heraus, ein Album mit Kinderliedern.

## Diskografie

### Alben
| Jahr | Titel                                            | Höchstplatzierung, Gesamtwochen, AuszeichnungChartplatzierungen (Jahr, Titel, Platzierungen, Wochen, Auszeichnungen, Anmerkungen) | Höchstplatzierung, Gesamtwochen, AuszeichnungChartplatzierungen (Jahr, Titel, Platzierungen, Wochen, Auszeichnungen, Anmerkungen) | Höchstplatzierung, Gesamtwochen, AuszeichnungChartplatzierungen (Jahr, Titel, Platzierungen, Wochen, Auszeichnungen, Anmerkungen) | Anmerkungen                         |
| Jahr | Titel                                            | DE | US | R&B | Anmerkungen                         |
| ---- | ------------------------------------------------ | --- | --- | --- | ----------------------------------- |
| 1992 | Brian McKnight                                   | — | US58 Platin · (37 Wo.)US | R&B17 (99 Wo.)R&B |                                     |
| 1995 | I Remember You                                   | — | US22 Gold · (27 Wo.)US | R&B4 (49 Wo.)R&B |                                     |
| 1997 | Anytime                                          | — | US13 ×2Doppelplatin · (62 Wo.)US                                                                                                  | R&B1 (76 Wo.)R&B |                                     |
| 1998 | Bethlehem                                        | — | US95 (6 Wo.)US | R&B33 (5 Wo.)R&B | Weihnachtsalbum                     |
| 1999 | Back at One                                      | DE41 (6 Wo.)DE | US7 ×3Dreifachplatin · (52 Wo.)US                                                                                                 | R&B2 (51 Wo.)R&B |                                     |
| 2001 | Superhero                                        | — | US7 Gold · (28 Wo.)US | R&B4 (29 Wo.)R&B |                                     |
| 2002 | 1989–2002 – From There to Here                   | — | US62 (4 Wo.)US | R&B21 (17 Wo.)R&B | Kompilation                         |
| 2003 | U Turn                                           | — | US7 Gold · (15 Wo.)US | R&B4 (26 Wo.)R&B |                                     |
| 2005 | Gemini                                           | — | US4 (15 Wo.)US | R&B2 (21 Wo.)R&B |                                     |
| 2006 | Ten                                              | — | US32 (13 Wo.)US | R&B4 (39 Wo.)R&B |                                     |
| 2007 | 20th Century Masters: The Best of Brian McKnight | — | — | R&B65 (9 Wo.)R&B | Best-of-Album                       |
| 2008 | I’ll Be Home for Christmas                       | — | US109 (5 Wo.)US | R&B22 (13 Wo.)R&B | Weihnachtsalbum                     |
| 2009 | Evolution of a Man                               | — | US20 (3 Wo.)US | R&B3 (27 Wo.)R&B |                                     |
| 2011 | Just Me                                          | — | US39 (3 Wo.)US | R&B8 (12 Wo.)R&B |                                     |
| 2013 | More Than Words                                  | — | US64 (1 Wo.)US | R&B10 (12 Wo.)R&B | Erstveröffentlichung: 19. März 2013 |
| 2016 | Better                                           | — | — | R&B23 (1 Wo.)R&B |                                     |
| 2016 | An Evening with Brian McKnight                   | — | — | R&B29 (1 Wo.)R&B | Livealbum                           |

Weitere Alben
- Gold (Kompilation, 2007)
- Ultimate Collection (Kompilation, 2009)
- Icon: Love Songs (Kompilation, 2011)
- Greatest Hits (Best-of-Album, 2014)
- Genesis (2017)
- Exodus (2020)
- McKnighttime Lullabies (Kinderlieder, 2023)

### Singles
| Jahr | Titel Album                                       | Höchstplatzierung, Gesamtwochen, AuszeichnungChartplatzierungen (Jahr, Titel, Album, Platzierungen, Wochen, Auszeichnungen, Anmerkungen) | Höchstplatzierung, Gesamtwochen, AuszeichnungChartplatzierungen (Jahr, Titel, Album, Platzierungen, Wochen, Auszeichnungen, Anmerkungen) | Höchstplatzierung, Gesamtwochen, AuszeichnungChartplatzierungen (Jahr, Titel, Album, Platzierungen, Wochen, Auszeichnungen, Anmerkungen) | Höchstplatzierung, Gesamtwochen, AuszeichnungChartplatzierungen (Jahr, Titel, Album, Platzierungen, Wochen, Auszeichnungen, Anmerkungen) | Höchstplatzierung, Gesamtwochen, AuszeichnungChartplatzierungen (Jahr, Titel, Album, Platzierungen, Wochen, Auszeichnungen, Anmerkungen) | Anmerkungen                                                                             |
| Jahr | Titel Album                                       | DE | CH | UK | US | R&B | Anmerkungen                                                                             |
| ---- | ------------------------------------------------- | --- | --- | --- | --- | --- | --------------------------------------------------------------------------------------- |
| 1992 | The Way Love Goes Brian McKnight                  | — | — | — | — | R&B11 (19 Wo.)R&B |                                                                                         |
| 1992 | Goodbye My Love Brian McKnight                    | — | — | — | — | R&B46 (9 Wo.)R&B |                                                                                         |
| 1993 | Love Is –                                         | — | — | — | US3 (28 Wo.)US | R&B55 (15 Wo.)R&B | Erstveröffentlichung: 27. Juni 1993 mit Vanessa Williams TV-Serie: Beverly Hills, 90210 |
| 1993 | One Last Cry Brian McKnight                       | — | — | — | US13 (22 Wo.)US | R&B8 (25 Wo.)R&B |                                                                                         |
| 1993 | After the Love Brian McKnight                     | — | — | — | — | R&B39 (20 Wo.)R&B |                                                                                         |
| 1995 | Crazy Love I Remember You                         | — | — | — | US45 (20 Wo.)US | R&B10 (31 Wo.)R&B | Film: Jason’s Lyric                                                                     |
| 1995 | On the Down Low I Remember You                    | — | — | — | US73 (9 Wo.)US | R&B12 (21 Wo.)R&B |                                                                                         |
| 1995 | Still in Love I Remember You                      | — | — | — | — | R&B24 (20 Wo.)R&B |                                                                                         |
| 1997 | Anytime                                           | — | — | UK48 (2 Wo.)UK | — | — |                                                                                         |
| 1997 | You Should Be Mine (Don’t Waste You Time) Anytime | — | — | UK36 (2 Wo.)UK | US17 (20 Wo.)US | R&B4 (24 Wo.)R&B | Erstveröffentlichung: 19. August 1997 featuring Mase                                    |
| 1998 | Hold Me Anytime                                   | — | — | — | US35 (12 Wo.)US | R&B12 (18 Wo.)R&B | featuring Tone & Kobe Bryant                                                            |
| 1999 | Back at One                                       | DE47 (9 Wo.)DE | CH73 (4 Wo.)CH | — | US2 Gold · (37 Wo.)US | R&B7 (32 Wo.)R&B |                                                                                         |
| 2000 | Stay of Let It Go Back at One                     | — | — | — | US76 (8 Wo.)US | R&B26 (20 Wo.)R&B |                                                                                         |
| 2000 | 6, 8, 12 Back at One                              | — | — | — | — | R&B48 (13 Wo.)R&B |                                                                                         |
| 2000 | Win –                                             | — | — | — | — | R&B51 (15 Wo.)R&B | Film: Men of Honor                                                                      |
| 2001 | Love of My Life Superhero                         | — | — | — | US51 (20 Wo.)US | R&B11 (28 Wo.)R&B |                                                                                         |
| 2002 | What’s It Gonna Be Superhero                      | — | — | — | US91 (5 Wo.)US | R&B48 (10 Wo.)R&B | featuring Jermaine Dupri                                                                |
| 2003 | Shoulda, Woulda, Coulda U Turn                    | — | — | — | — | R&B35 (20 Wo.)R&B |                                                                                         |
| 2004 | What We Do Here Gemini                            | — | — | — | — | R&B35 (24 Wo.)R&B |                                                                                         |
| 2005 | Everytime You Go Away Gemini                      | — | — | — | — | R&B36 (22 Wo.)R&B |                                                                                         |
| 2006 | Find Myself in You Ten                            | — | — | — | — | R&B27 (54 Wo.)R&B |                                                                                         |
| 2006 | Used to Be My Girl Ten                            | — | — | — | — | R&B25 (23 Wo.)R&B |                                                                                         |
| 2007 | What’s My Name Ten                                | — | — | — | — | R&B33 (20 Wo.)R&B |                                                                                         |
| 2008 | The Christmas Song I’ll Be Home for Christmas     | — | — | — | — | R&B57 (4 Wo.)R&B |                                                                                         |
| 2009 | What I’ve Been Waiting For Evolution of a Man     | — | — | — | — | R&B28 (20 Wo.)R&B |                                                                                         |
| 2010 | Just a Little Bit Evolution of a Man              | — | — | — | — | R&B85 (5 Wo.)R&B |                                                                                         |
| 2011 | Fall 5.0 Just Me                                  | — | — | — | — | R&B54 (18 Wo.)R&B |                                                                                         |
| 2011 | Temptation Just Me                                | — | — | — | — | R&B86 (3 Wo.)R&B | featuring Brian McKnight Jr.                                                            |

Weitere Lieder
- I Can’t Go for That (1992)
- When We Were Kings (mit Diana King; Film: When We Were Kings, 1997)
- The Only One for Me (1997)
- Still (2002)
- Let Me Love You (2002)
- All Night Long (featuring Nelly, 2003)
- Angels We Have Heard on High (mit Josh Groban, 2007)
- I’ll Be Home for Christmas (2008)

Gastbeiträge

| Jahr | Titel Interpreten                                     | Höchstplatzierung, Gesamtwochen, AuszeichnungChartplatzierungen (Jahr, Titel, Interpreten, Platzierungen, Wochen, Auszeichnungen, Anmerkungen) | Höchstplatzierung, Gesamtwochen, AuszeichnungChartplatzierungen (Jahr, Titel, Interpreten, Platzierungen, Wochen, Auszeichnungen, Anmerkungen) | Höchstplatzierung, Gesamtwochen, AuszeichnungChartplatzierungen (Jahr, Titel, Interpreten, Platzierungen, Wochen, Auszeichnungen, Anmerkungen) | Höchstplatzierung, Gesamtwochen, AuszeichnungChartplatzierungen (Jahr, Titel, Interpreten, Platzierungen, Wochen, Auszeichnungen, Anmerkungen) | Höchstplatzierung, Gesamtwochen, AuszeichnungChartplatzierungen (Jahr, Titel, Interpreten, Platzierungen, Wochen, Auszeichnungen, Anmerkungen) | Anmerkungen                            |
| Jahr | Titel Interpreten                                     | DE | CH | UK | US | R&B | Anmerkungen                            |
| ---- | ----------------------------------------------------- | --- | --- | --- | --- | --- | -------------------------------------- |
| 1994 | Let It Snow Boyz II Men featuring Brian McKnight      | — | — | — | US32 Gold · (7 Wo.)US | R&B17 (9 Wo.)R&B | Erstveröffentlichung: 6. Dezember 1994 |
| 1994 | I’ll Take Her Ill Al Skratch featuring Brian McKnight | — | — | — | US62 (14 Wo.)US | R&B16 (20 Wo.)R&B |                                        |
| 2000 | Coming Back Home BeBe featuring Brian McKnight        | — | — | — | — | R&B61 (18 Wo.)R&B |                                        |
| 2006 | To You Earth, Wind & Fire featuring Brian McKnight    | — | — | — | — | R&B71 (11 Wo.)R&B |                                        |

## Auszeichnungen für Musikverkäufe
| Goldene Schallplatte - Brasilien - 2024: für die Single Back at One | Platin-Schallplatte - Kanada - 2000: für das Album Back at One |

Anmerkung: Auszeichnungen in Ländern aus den Charttabellen bzw. Chartboxen sind in ebendiesen zu finden.
| Land/RegionAuszeichnungen für Musikverkäufe (Land/Region, Auszeichnungen, Verkäufe, Quellen) | Gold     | Platin     | Verkäufe  | Quellen             |
| -------------------------------------------------------------------------------------------- | -------- | ---------- | --------- | ------------------- |
| Brasilien (PMB)                                                                              | Gold1    | —          | 30.000    | pro-musicabr.org.br |
| Kanada (MC)                                                                                  | —        | Platin1    | 100.000   | musiccanada.com     |
| Vereinigte Staaten (RIAA)                                                                    | 5× Gold5 | 6× Platin6 | 8.500.000 | riaa.com            |
| Insgesamt                                                                                    | 6× Gold6 | 7× Platin7 |           |                     |